# سوآن‌سی، نیو ساوت ولز
سوآن‌سی (به انگلیسی: Swansea) یک حومه شهر در استرالیا است که در نیو ساوت ولز واقع شده‌است.